# Jean-Baptiste Etcheverry
Pour les articles homonymes, voir Etcheverry.
Ne doit pas être confondu avec Jean-Baptiste d'Etcheverry.
Jean-Baptiste Etcheverry est un homme politique français, né le 4 novembre 1805 à Saint-Étienne-de-Baïgorry (Pyrénées-Atlantiques), et décédé le 4 mars 1874 à Paris.

## Biographie
Fils de Thomas Etcheverry et frère de Jean Amédée Etcheverry, il était déjà conseiller général des Basses-Pyrénées, lorsqu'il fut élu, le 29 février 1852, comme candidat du gouvernement, député au Corps législatif dans la 3e circonscription des Basses-Pyrénées, par 23 984 voix contre 2 466 à Augustin Chaho.
À l'Assemblée, il vota le rétablissement de l'Empire et s'associa à toutes les opinions de la majorité.
Il fut successivement réélu, le 22 juin 1857 et le 1er juin 1863, par des scores tout aussi écrasants.
Il abandonna la politique en 1869.